# Први пут с оцем на јутрење (филм из 1992)
Први пут с оцем на јутрење је југословенски телевизијски филм снимљен 1992. године у продукцији Телевизије Београд према истоименој приповеци Лазе К. Лазаревића из 1879. године. Редитељ је Дејан Баја Ћорковић, а сценарио је адаптирао Звонимир Костић.